# تری تامپکینز
تری تامپکینز (انگلیسی: Trey Thompkins؛ زادهٔ ۲۹ مهٔ ۱۹۹۰) بازیکن بسکتبال اهل ایالات متحده آمریکا است.

## حرفه
از باشگاه‌هایی که در آن بازی کرده‌است می‌توان به لس آنجلس کلیپرز اشاره کرد.
وی در مسابقات کشوری و بین‌المللی در مجموع برندهٔ ۱ مدال طلا شده‌است.